# Seznam dílů seriálu MacGyver
Toto je seznam dílů seriálu MacGyver. Celkem vzniklo 139 dílů v sedmi řadách seriálu a dva televizní filmy. V Česku odvysílala seriál premiérově televize Nova v roce 1996, a to v produkčním pořadí. Záměrně byl vynechán 44. díl odehrávající se v Československu. Ten byl poprvé uveden až v roce 2002 při repríze seriálu na televizi Prima. Televizní filmy odvysílala poprvé Česká televize na kanálu ČT1 v roce 1997.

## Přehled řad
| Řada | Díly | Premiéra v USA | Premiéra v USA  | Premiéra v ČR      | Premiéra v ČR                     |
| Řada | Díly | První díl      | Poslední díl    | První díl          | Poslední díl                      |
| ---- | ---- | -------------- | --------------- | ------------------ | --------------------------------- |
| 1    | 22   | 29. září 1985  | 7. května 1986  | 13. března 1996    | 18. dubna 1996                    |
| 2    | 22   | 22. září 1986  | 4. května 1987  | 22. dubna 1996     | 26. června 1996 (13. června 2002) |
| 3    | 20   | 21. září 1987  | 9. května 1988  | 27. června 1996    | 2. září 1996                      |
| 4    | 19   | 31. října 1988 | 15. května 1989 | 3. září 1996       | 30. září 1996                     |
| 5    | 21   | 18. září 1989  | 30. dubna 1990  | 1. října 1996      | 31. října 1996                    |
| 6    | 21   | 17. září 1990  | 6. května 1991  | 1. listopadu 1996  | 2. prosince 1996                  |
| 7    | 14   | 16. září 1991  | 21. května 1992 | 29. listopadu 1996 | 27. prosince 1996                 |

## Seznam dílů

### První řada (1985–1986)
| Č. v seriálu | Č. v řadě | Původní název            | Český název                           | Režie            | Scénář                                                                                  | Premiéra v USA     | Premiéra v ČR   | Produkční kód |
| ------------ | --------- | ------------------------ | ------------------------------------- | ---------------- | --------------------------------------------------------------------------------------- | ------------------ | --------------- | ------------- |
| 1            | 1         | Pilot                    |                                       | Jerrold Freedman | Thackary Pallor                                                                         | 29. září 1985      | 13. března 1996 | #40191-001    |
| 2            | 2         | The Golden Triangle      | Zlatý trojúhelník                     | Paul Stanley     | Dennis Foley                                                                            | 6. října 1985      | 18. března 1996 | #40191-003    |
| 3            | 3         | Thief of Budapest        | Zloděj z Budapeště Zloděj z Budapešti | John Patterson   | Joe Viola                                                                               | 13. října 1985     | 19. března 1996 | #40191-004    |
| 4            | 4         | The Gauntlet             | Hozená rukavice                       | Lee H. Katzin    | Stephen Kandel                                                                          | 20. října 1985     | 14. března 1996 | #40191-002    |
| 5            | 5         | The Heist                | Kořist                                | neznámý          | námět: Larry Alexander a James Schmerer scénář: James Schmerer                          | 3. listopadu 1985  | 25. března 1996 | #40191-007    |
| 6            | 6         | Trumbo's World           | Svět podle Trumba                     | Donald Petrie    | Stephen Kandel                                                                          | 10. listopadu 1985 | 20. března 1996 | #40191-005    |
| 7            | 7         | Last Stand               | Poslední boj                          | John Florea      | Judy Burns                                                                              | 17. listopadu 1985 | 21. března 1996 | #40191-006    |
| 8            | 8         | Hellfire                 | Plameny pekelné                       | Richard Colla    | námět: Douglas Brooks West scénář: Stephen Kandel, James Schmerer a Douglas Brooks West | 24. listopadu 1985 | 26. března 1996 | #40191-008    |
| 9            | 9         | The Prodigal             | Marnotratník                          | Alexander Singer | námět: David Abramowitz a Paul Savage scénář: David Abramowitz                          | 8. prosince 1985   | 27. března 1996 | #40191-009    |
| 10           | 10        | Target MacGyver          | MacGyver na odstřel                   | Ernest Pintoff   | námět: Mike Marvin scénář: Stephen Kandel, Mike Marvin a James Schmerer                 | 22. prosince 1985  | 28. března 1996 | #40191-010    |
| 11           | 11        | Nightmares               | Noční můry                            | Cliff Bole       | James Schmerer                                                                          | 15. ledna 1986     | 2. dubna 1996   | #40191-012    |
| 12           | 12        | Deathlock                | V pasti                               | Alexander Singer | Stephen Kandel                                                                          | 22. ledna 1986     | 1. dubna 1996   | #40191-011    |
| 13           | 13        | Flame's End              | Konec žáru                            | Bruce Seth Green | námět: Hannah Louise Shearer scénář: Stephen Kandel                                     | 29. ledna 1986     | 4. dubna 1996   | #40191-014    |
| 14           | 14        | Countdown                | Odpočítávání                          | Stan Jolley      | Tony DiMarco a David Ketchum                                                            | 5. února 1986      | 3. dubna 1996   | #40191-013    |
| 15           | 15        | The Enemy Within         | Nepřítel uvnitř                       | Cliff Bole       | David Abramowitz                                                                        | 12. února 1986     | 8. dubna 1996   | #40191-015    |
| 16           | 16        | Every Time She Smiles    | Pokaždé, když se usměje               | Charlie Correll  | James Schmerer                                                                          | 19. února 1986     | 9. dubna 1996   | #40191-016    |
| 17           | 17        | To Be a Man              | Být mužem                             | Cliff Bole       | Don Mankiewicz                                                                          | 5. března 1986     | 10. dubna 1996  | #40191-017    |
| 18           | 18        | Ugly Duckling            | Ošklivé káčátko                       | Charlie Correll  | Larry Gross                                                                             | 12. března 1986    | 11. dubna 1996  | #40191-018    |
| 19           | 19        | Slow Death               | Pomalá smrt                           | Don Weis         | Stephen Kandel                                                                          | 2. dubna 1986      | 15. dubna 1996  | #40191-019    |
| 20           | 20        | The Escape               | Útěk                                  | Don Chaffey      | Stephen Kandel                                                                          | 16. dubna 1986     | 16. dubna 1996  | #40191-020    |
| 21           | 21        | A Prisoner of Conscience | Vězeň svědomí                         | Cliff Bole       | Stephen Kandel                                                                          | 30. dubna 1986     | 17. dubna 1996  | #40191-021    |
| 22           | 22        | The Assassin             | Atentátník                            | Charlie Correll  | James Schmerer                                                                          | 7. května 1986     | 18. dubna 1996  | #40191-022    |

### Druhá řada (1986–1987)
| Č. v seriálu | Č. v řadě | Původní název         | Český název            | Režie              | Scénář                                                                                      | Premiéra v USA     | Premiéra v ČR   | Produkční kód |
| ------------ | --------- | --------------------- | ---------------------- | ------------------ | ------------------------------------------------------------------------------------------- | ------------------ | --------------- | ------------- |
| 23           | 1         | The Human Factor      | Lidský faktor          | Charlie Correll    | Robin Bernheim                                                                              | 22. září 1986      | 23. dubna 1996  | #40192-024    |
| 24           | 2         | The Eraser            | Profesionál            | Paul Krasny        | Stephen Kronish                                                                             | 29. září 1986      | 22. dubna 1996  | #40192-023    |
| 25           | 3         | Twice Stung           | Podvod na druhou       | Paul Krasny        | námět: Bill Froehlich, Mark Lisson a Phil Combest scénář: Mark Lisson a Bill Froehlich      | 6. října 1986      | 1. května 1996  | #40192-027    |
| 26           | 4         | The Wish Child        | Božské dítě            | Charlie Correll    | námět: Stephen Kronish, Brian Lane a Stephen Kandel scénář: Bill Froehlich a Stephen Kandel | 20. října 1986     | 25. dubna 1996  | #40192-026    |
| 27           | 5         | Final Approach        | Přistávací manévr      | Alexander Singer   | Rob Hedden                                                                                  | 27. října 1986     | 2. května 1996  | #40192-028    |
| 28           | 6         | Jack of Lies          | Prolhaný Jack          | Charlie Correll    | Kerry Lenhart a John J. Sakmar                                                              | 3. listopadu 1986  | 8. května 1996  | #40192-029    |
| 29           | 7         | The Road Not Taken    | Nebezpečná cesta       | Cliff Bole         | námět: Chuck Bowman scénář: Stephen Kronish                                                 | 10. listopadu 1986 | 9. května 1996  | #40192-030    |
| 30           | 8         | Eagles                | Zlatý orel             | Paul Krasny        | George Lee Marshall                                                                         | 17. listopadu 1986 | 24. dubna 1996  | #40192-025    |
| 31           | 9         | Silent World          | Tichý svět             | James L. Conway    | Stephen Kandel                                                                              | 24. listopadu 1986 | 15. května 1996 | #40192-031    |
| 32           | 10        | Three for the Road    | Tři na cestách         | Alan Crosland      | námět: Mark Lisson a Rob Hedden scénář: John J. Sakmar a Kerry Lenhart                      | 15. prosince 1986  | 16. května 1996 | #40192-032    |
| 33           | 11        | Phoenix Under Siege   | Phoenix v ohrožení     | Gilbert M. Shilton | námět: John I. Koivula scénář: Stephen Kronish                                              | 5. ledna 1987      | 23. května 1996 | #40192-033    |
| 34           | 12        | Family Matter         | Rodinná záležitost     | Alexander Singer   | Paul Magistretti                                                                            | 12. ledna 1987     | 23. května 1996 | #40192-034    |
| 35           | 13        | Soft Touch            | Jemná práce            | Charlie Correll    | Joan Brooker a Nancy Eddo                                                                   | 19. ledna 1987     | 30. května 1996 | #40192-035    |
| 36           | 14        | Birth Day             | Nový život             | James L. Conway    | Rob Hedden                                                                                  | 2. února 1987      | 30. května 1996 | #40192-036    |
| 37           | 15        | Pirates               | Piráti                 | Bruce Kessler      | Stephen Kandel                                                                              | 9. února 1987      | 5. června 1996  | #40192-037    |
| 38           | 16        | Out in the Cold       | Mrazivý chlad          | Cliff Bole         | Stephen Kronish                                                                             | 16. února 1987     | 6. června 1996  | #40192-038    |
| 39           | 17        | Dalton, Jack of Spies | Agent Jack Dalton      | Bob Sweeney        | John J. Sakmar a Kerry Lenhart                                                              | 23. února 1987     | 12. června 1996 | #40192-039    |
| 40           | 18        | Partners              | Partneři               | Cliff Bole         | Mark Lisson a Bill Froehlich                                                                | 2. března 1987     | 13. června 1996 | #40192-040    |
| 41           | 19        | Bushmaster            | Velký lovec            | Don Chaffey        | Rob Hedden                                                                                  | 23. března 1987    | 20. června 1996 | #40192-041    |
| 42           | 20        | Friends               | Přátelé                | Cliff Bole         | Stephen Kronish                                                                             | 6. dubna 1987      | 20. června 1996 | #40192-042    |
| 43           | 21        | D.O.A.: MacGyver      | MacGyver musí zemřít   | Cliff Bole         | Jaison Starkes                                                                              | 27. dubna 1987     | 26. června 1996 | #40192-043    |
| 44           | 22        | For Love or Money     | Pro lásku a pro peníze | James L. Conway    | Douglas Heyes, Jr.                                                                          | 4. května 1987     | 13. června 2002 | #40192-044    |

### Třetí řada (1987–1988)
| Č. v seriálu | Č. v řadě | Původní název      | Český název             | Režie           | Scénář | Premiéra v USA     | Premiéra v ČR     | Produkční kód |
| ------------ | --------- | ------------------ | ----------------------- | --------------- | --- | ------------------ | ----------------- | ------------- |
| 45           | 1         | Lost Love (Part 1) | Ztracená láska, část 1. | Cliff Bole      | Jerry Ludwig | 21. září 1987      | 27. června 1996   | #40193-711    |
| 46           | 2         | Lost Love (Part 2) | Ztracená láska, část 2. | Cliff Bole      | Jerry Ludwig | 28. září 1987      | 3. července 1996  | #40193-711    |
| 47           | 3         | Back from the Dead | Zmrtvýchvstání          | James L. Conway | Stephen Kronish | 5. října 1987      | 4. července 1996  | #40193-047    |
| 48           | 4         | Ghost Ship         | Bludný Holanďan         | Mike Vejar      | Stephen Kandel | 19. října 1987     | 10. července 1996 | #40193-048    |
| 49           | 5         | Fire and Ice       | Oheň a led              | Alan Simmonds   | Rick Husky | 26. října 1987     | 11. července 1996 | #40193-049    |
| 50           | 6         | GX-1               | GX-1                    | Mike Vejar      | Calvin Clements, Jr. | 2. listopadu 1987  | 17. července 1996 | #40193-050    |
| 51           | 7         | Jack in the Box    | Jack v bedně            | James L. Conway | David Rich | 9. listopadu 1987  | 18. července 1996 | #40193-051    |
| 52           | 8         | The Widowmaker     | Zabiják                 | Mike Vejar      | námět: Harv Zimmel scénář: John Whelpley                                                                                          | 16. listopadu 1987 | 24. července 1996 | #40193-052    |
| 53           | 9         | Hell Week          | Pekelný týden           | James L. Conway | Leonard Mlodinow a Scott Rubenstein                                                                                               | 23. listopadu 1987 | 25. července 1996 | #40193-053    |
| 54           | 10        | Blow Out           | Výbuch                  | Cliff Bole      | Reed Moran | 21. prosince 1987  | 1. srpna 1996     | #40193-054    |
| 55           | 11        | Kill Zone          | Zóna smrti              | Chuck Bowman    | Calvin Clements, Jr. | 4. ledna 1988      | 1. srpna 1996     | #40193-055    |
| 56           | 12        | Early Retirement   | Předčasná penze         | Cliff Bole      | John Whelpley | 18. ledna 1988     | 7. srpna 1996     | #40193-056    |
| 57           | 13        | Thin Ice           | Tenký led               | Cliff Bole      | Rick Drew | 1. února 1988      | 15. srpna 1996    | #40193-058    |
| 58           | 14        | The Odd Triple     | Podivná trojice         | James L. Conway | Stephen Kandel | 29. února 1988     | 8. srpna 1996     | #40193-057    |
| 59           | 15        | The Negotiator     | Vyjednávač              | Charlie Correll | Calvin Clements, Jr. | 7. března 1988     | 15. srpna 1996    | #40193-059    |
| 60           | 16        | The Spoilers       | Špinavá hra             | Mike Vejar      | Stephen Kandel | 14. března 1988    | 22. srpna 1996    | #40193-060    |
| 61           | 17        | Mask of the Wolf   | Vlčí maska              | Cliff Bole      | námět: John J. Sakmar, Kerry Lenhart, Calvin Clements, Jr. a Reed Moran scénář: Calvin Clements, Calvin Clements Jr. a Reed Moran | 28. března 1988    | 22. srpna 1996    | #40193-061    |
| 62           | 18        | Rock the Cradle    | Hajej dadej             | Mike Vejar      | John Whelpley | 18. dubna 1988     | 28. srpna 1996    | #40193-062    |
| 63           | 19        | The Endangered     | Ohrožený druh           | Charlie Correll | Peter Filardi | 2. května 1988     | 29. srpna 1996    | #40193-063    |
| 64           | 20        | Murderers' Sky     | Vražedná nebesa         | Mike Vejar      | Herman Miller | 9. května 1988     | 2. září 1996      | #40193-064    |

### Čtvrtá řada (1988–1989)
| Č. v seriálu | Č. v řadě | Původní název                | Český název                                       | Režie            | Scénář                                                            | Premiéra v USA     | Premiéra v ČR | Produkční kód |
| ------------ | --------- | ---------------------------- | ------------------------------------------------- | ---------------- | ----------------------------------------------------------------- | ------------------ | ------------- | ------------- |
| 65           | 1         | The Secret of Parker House   | Tajemství Parkerova domu                          | Mike Vejar       | námět: Gene Hanson scénář: Rick Drew, John Sheppard a Gene Hanson | 31. října 1988     | 3. září 1996  | #40194-065    |
| 66           | 2         | Blood Brothers               | Pokrevní bratři                                   | Charlie Correll  | Rick Drew                                                         | 21. listopadu 1988 | 4. září 1996  | #40194-066    |
| 67           | 3         | The Outsiders                | Outsideři                                         | Mike Vejar       | Michelle Poteet Lisanti                                           | 28. listopadu 1988 | 5. září 1996  | #40194-067    |
| 68           | 4         | On a Wing and a Prayer       | Na křídlech s modlitbou Na křídlech a s modlitbou | Charlie Correll  | John Whelpley                                                     | 5. prosince 1988   | 6. září 1996  | #40194-068    |
| 69           | 5         | Collision Course             | Závodní dráha                                     | Chuck Bowman     | Paul B. Margolis                                                  | 12. prosince 1988  | 9. září 1996  | #40194-069    |
| 70           | 6         | The Survivors                | Zkouška přežití                                   | Michael Caffey   | Reed Moran                                                        | 9. ledna 1989      | 11. září 1996 | #40194-071    |
| 71           | 7         | Deadly Dreams                | Vražedný sen                                      | Les Landau       | Stephen Downing                                                   | 16. ledna 1989     | 12. září 1996 | #40194-072    |
| 72           | 8         | Ma Dalton                    | Daltonova matka Matka Daltonová                   | Rob Bowman       | John Whelpley                                                     | 23. ledna 1989     | 10. září 1996 | #40194-070    |
| 73           | 9         | Cleo Rocks                   | Cleo Rocks                                        | Chuck Bowman     | John Sheppard a Rick Drew                                         | 6. února 1989      | 13. září 1996 | #40194-073    |
| 74           | 10        | Fraternity of Thieves        | Bratrstvo zlodějů                                 | Michael Preece   | Grant Rosenberg                                                   | 13. února 1989     | 16. září 1996 | #40194-074    |
| 75           | 11        | The Battle of Tommy Giordano | Boj o Tommyho Giordana                            | Mike Vejar       | Marianne Clarkson                                                 | 20. února 1989     | 17. září 1996 | #40194-075    |
| 76           | 12        | The Challenge                | Výzva                                             | Dana Elcar       | Chris Haddock                                                     | 27. února 1989     | 19. září 1996 | #40194-076    |
| 77           | 13        | Runners                      | Běhání v kruhu                                    | Michael Caffey   | Joel Schwartz                                                     | 13. března 1989    | 20. září 1996 | #40194-077    |
| 78           | 14        | Gold Rush                    | Zlatá horečka                                     | William Gereghty | David Engelbach                                                   | 27. března 1989    | 23. září 1996 | #40194-078    |
| 79           | 15        | The Invisible Killer         | Neviditelný zabiják                               | Dana Elcar       | Chris Haddock                                                     | 10. dubna 1989     | 24. září 1996 | #40194-079    |
| 80           | 16        | Brainwashed                  | Naprogramování                                    | Michael Caffey   | John Sheppard                                                     | 24. dubna 1989     | 25. září 1996 | #40194-080    |
| 81           | 17        | Easy Target                  | Snadný terč                                       | Charlie Correll  | Rick Drew                                                         | 1. května 1989     | 26. září 1996 | #40194-081    |
| 82           | 18        | Renegade                     | Odpadlík                                          | Michael Caffey   | námět: Robert Bielak a Chris Haddock scénář: Chris Haddock        | 8. května 1989     | 27. září 1996 | #40194-082    |
| 83           | 19        | Unfinished Business          | Nevyřízené záležitosti Nevyřízené účty            | Charlie Correll  | Marianne Clarkson                                                 | 15. května 1989    | 30. září 1996 | #40194-083    |

### Pátá řada (1989–1990)
| Č. v seriálu | Č. v řadě | Původní název                    | Český název                 | Režie            | Scénář                                    | Premiéra v USA     | Premiéra v ČR  | Produkční kód |
| ------------ | --------- | -------------------------------- | --------------------------- | ---------------- | ----------------------------------------- | ------------------ | -------------- | ------------- |
| 84           | 1         | Legend of the Holy Rose (Part 1) | Legenda o sv. Růži, část 1. | Michael Caffey   | Stephen Downing                           | 18. září 1989      | 3. října 1996  | #40195-086    |
| 85           | 2         | Legend of the Holy Rose (Part 2) | Legenda o sv. Růži, část 2. | Charlie Correll  | Stephen Downing                           | 25. září 1989      | 7. října 1996  | #40195-087    |
| 86           | 3         | The Black Corsage                | Černý květ                  | Charlie Correll  | Paul B. Margolis                          | 2. října 1989      | 2. října 1996  | #40195-085    |
| 87           | 4         | Cease Fire                       | Příměří                     | William Gereghty | Chris Haddock                             | 9. října 1989      | 1. října 1996  | #40195-084    |
| 88           | 5         | Second Chance                    | Druhá šance                 | Michael Caffey   | Robert Sherman                            | 16. října 1989     | 8. října 1996  | #40195-088    |
| 89           | 6         | Halloween Knights                | Maškaráda                   | Charlie Correll  | John Sheppard                             | 30. října 1989     | 9. října 1996  | #40195-089    |
| 90           | 7         | Children of Light                | Děti světla                 | Bill Corcoran    | Rick Mittleman                            | 6. listopadu 1989  | 10. října 1996 | #40195-090    |
| 91           | 8         | Black Rhino                      | Černý nosorožec             | Michael Caffey   | Paul B. Margolis                          | 13. listopadu 1989 | 11. října 1996 | #40195-091    |
| 92           | 9         | The Ten Percent Solution         | Desetiprocentní řešení      | Michael Preece   | Tom Drake a Sally Drake                   | 20. listopadu 1989 | 14. října 1996 | #40195-092    |
| 93           | 10        | Two Times Trouble                | Carla a Roxy je jedna žena  | Michael Preece   | Robert Sherman                            | 11. prosince 1989  | 16. října 1996 | #40195-094    |
| 94           | 11        | The Madonna                      | Madonna                     | Michael Caffey   | Cathleen Young                            | 18. prosince 1989  | 15. října 1996 | #40195-093    |
| 95           | 12        | Serenity                         | Serenity                    | William Gereghty | Stephen Kandel                            | 8. ledna 1990      | 17. října 1996 | #40195-095    |
| 96           | 13        | Live and Learn                   | Žij a uč se!                | Harry Harris     | Rick Mittleman                            | 15. ledna 1990     | 18. října 1996 | #40195-096    |
| 97           | 14        | Log Jam                          | Problémy s dřevem           | William Gereghty | Lee Maddux                                | 5. února 1990      | 21. října 1996 | #40195-097    |
| 98           | 15        | The Treasure of Manco            | Poklad Manca                | Michael Preece   | Chris Haddock                             | 12. února 1990     | 22. října 1996 | #40195-098    |
| 99           | 16        | Jenny's Chance                   | Jennyina šance              | Michael Caffey   | Rick Drew a John Sheppard                 | 19. února 1990     | 23. října 1996 | #40195-099    |
| 100          | 17        | Deep Cover                       | Neviditelný štít            | Charlie Correll  | Robert Sherman a Paul B. Margolis         | 26. února 1990     | 24. října 1996 | #40195-100    |
| 101          | 18        | The Lost Amadeus                 | Ztracený Amadeus            | Michael Caffey   | Paul B. Margolis                          | 19. března 1990    | 25. října 1996 | #40195-101    |
| 102          | 19        | Hearts of Steel                  | Srdce z oceli               | Charlie Correll  | Rick Mittleman                            | 9. dubna 1990      | 29. října 1996 | #40195-102    |
| 103          | 20        | Rush to Judgement                | Ukvapený soud               | Charlie Correll  | Robert Sherman                            | 16. dubna 1990     | 31. října 1996 | #40195-104    |
| 104          | 21        | Passages                         | Cesta na druhý břeh         | William Gereghty | námět: Anthony Rich scénář: John Sheppard | 30. dubna 1990     | 30. října 1996 | #40195-103    |

### Šestá řada (1990–1991)
| Č. v seriálu | Č. v řadě | Původní název           | Český název               | Režie            | Scénář                                                       | Premiéra v USA     | Premiéra v ČR      | Produkční kód |
| ------------ | --------- | ----------------------- | ------------------------- | ---------------- | ------------------------------------------------------------ | ------------------ | ------------------ | ------------- |
| 105          | 1         | Tough Boys              | Drsní hoši                | Mike Vejar       | Art Washington                                               | 17. září 1990      | 4. listopadu 1996  | #40196-106    |
| 106          | 2         | Humanity                | Humanita                  | William Gereghty | Lincoln Kibbee                                               | 24. září 1990      | 1. listopadu 1996  | #40196-105    |
| 107          | 3         | The Gun                 | Zbraň                     | William Gereghty | Robert Sherman                                               | 1. října 1990      | 5. listopadu 1996  | #40196-107    |
| 108          | 4         | Twenty Questions        | Dvacet otázek             | Michael Caffey   | Rick Mittleman                                               | 8. října 1990      | 6. listopadu 1996  | #40196-108    |
| 109          | 5         | The Wall                | Zeď                       | Michael Preece   | Rick Drew                                                    | 22. října 1990     | 8. listopadu 1996  | #40196-110    |
| 110          | 6         | Lesson in Evil          | Lekce zla                 | William Gereghty | John Sheppard                                                | 29. října 1990     | 11. listopadu 1996 | #40196-111    |
| 111          | 7         | Harry's Will            | Harryho záveť             | William Gereghty | Lincoln Kibbee                                               | 5. listopadu 1990  | 7. listopadu 1996  | #40196-109    |
| 112          | 8         | MacGyver's Women        | MacGyverovy ženy          | Michael Preece   | Lincoln Kibbee a Stephen Kandel                              | 12. listopadu 1990 | 12. listopadu 1996 | #40196-112    |
| 113          | 9         | Bitter Harvest          | Hořká úroda               | Mike Vejar       | Michael Kane                                                 | 19. listopadu 1990 | 13. listopadu 1996 | #40196-113    |
| 114          | 10        | The Visitor             | Návštěvník                | William Gereghty | Brad Radnitz                                                 | 3. prosince 1990   | 14. listopadu 1996 | #40196-114    |
| 115          | 11        | Squeeze Play            | Tvrdě na tělo             | Michael Preece   | Art Washington                                               | 17. prosince 1990  | 15. listopadu 1996 | #40196-115    |
| 116          | 12        | Jerico Games            | Sportovní klání           | William Gereghty | Robert Sherman                                               | 7. ledna 1991      | 18. listopadu 1996 | #40196-116    |
| 117          | 13        | The Wasteland           | Pustina                   | Michael Caffey   | námět: Grant Rosenberg a Robert Hamner scénář: Robert Hamner | 21. ledna 1991     | 19. listopadu 1996 | #40196-117    |
| 118          | 14        | Eye of Osiris           | Osirisovo oko             | Mike Vejar       | John Sheppard                                                | 4. února 1991      | 20. listopadu 1996 | #40196-118    |
| 119          | 15        | High Control            | Tvrdá kontrola            | Michael Caffey   | Lincoln Kibbee                                               | 11. února 1991     | 21. listopadu 1996 | #40196-119    |
| 120          | 16        | There But For the Grace | Láska k bližnímu          | William Gereghty | John Considine                                               | 18. února 1991     | 22. listopadu 1996 | #40196-120    |
| 121          | 17        | Blind Faith             | Slepá důvěra              | Michael Caffey   | John Considine                                               | 4. března 1991     | 25. listopadu 1996 | #40196-121    |
| 122          | 18        | Faith, Hope & Charity   | Milovníci přírody         | William Gereghty | Brad Radnitz                                                 | 18. března 1991    | 26. listopadu 1996 | #40196-122    |
| 123          | 19        | Strictly Business       | Čistě obchodní záležitost | Mike Vejar       | John Sheppard                                                | 8. dubna 1991      | 27. listopadu 1996 | #40196-123    |
| 124          | 20        | Trail of Tears          | Stopy slz                 | Michael Preece   | Lincoln Kibbee                                               | 29. dubna 1991     | 28. listopadu 1996 | #40196-124    |
| 125          | 21        | Hind-Sight              | Vnitřní zrak              | Michael Preece   | Rick Mittleman                                               | 6. května 1991     | 2. prosince 1996   | #40196-126    |

### Sedmá řada (1991–1992)
| Č. v seriálu | Č. v řadě | Původní název                 | Český název                   | Režie            | Scénář                                                             | Premiéra v USA     | Premiéra v ČR      | Produkční kód |
| ------------ | --------- | ----------------------------- | ----------------------------- | ---------------- | ------------------------------------------------------------------ | ------------------ | ------------------ | ------------- |
| 126          | 1         | Honest Abe                    | Poctivec Abe                  | Michael Caffey   | Lincoln Kibbee                                                     | 16. září 1991      | 5. prosince 1996   | #40197-129    |
| 127          | 2         | The 'Hood                     | Násilník                      | Mike Vejar       | Rick Mittleman                                                     | 23. září 1991      | 4. prosince 1996   | #40197-128    |
| 128          | 3         | Obsessed                      | Posedlost                     | William Gereghty | John Sheppard                                                      | 30. září 1991      | 3. prosince 1996   | #40197-127    |
| 129          | 4         | The Prometheus Syndrome       | Prometheus                    | William Gereghty | Robert Sherman                                                     | 7. října 1991      | 6. prosince 1996   | #40197-130    |
| 130          | 5         | The Coltons                   | Coltonové                     | William Gereghty | námět: Michael Greenburg a Stephen Downing scénář: Stephen Downing | 14. října 1991     | 29. listopadu 1996 | #40196-125    |
| 131          | 6         | Walking Dead                  | Vnitřní zrak Živý mrtvý       | Michael Preece   | Mark Rodgers                                                       | 21. října 1991     | 10. prosince 1996  | #40197-131    |
| 132          | 7         | Good Knight MacGyver (Part 1) | Dobrý rytíř MacGyver, část 1. | Mike Vejar       | John Considine                                                     | 4. listopadu 1991  | 11. prosince 1996  | #40197-132    |
| 133          | 8         | Good Knight MacGyver (Part 2) | Dobrý rytíř MacGyver, část 2. | Mike Vejar       | John Considine                                                     | 11. listopadu 1991 | 12. prosince 1996  | #40197-133    |
| 134          | 9         | Deadly Silents                | Nebezpečné grotesky           | William Gereghty | Brad Radnitz                                                       | 18. listopadu 1991 | 13. prosince 1996  | #40197-134    |
| 135          | 10        | Split Decision                | Těžké rozhodování             | Michael Caffey   | David Rich                                                         | 2. prosince 1991   | 17. prosince 1996  | #40197-135    |
| 136          | 11        | Gunz 'N Boyz                  | Ostří hoši                    | William Gereghty | Art Washington                                                     | 16. prosince 1991  | 18. prosince 1996  | #40197-136    |
| 137          | 12        | Off the Wall                  | Psáno na zdi                  | Michael Preece   | Rick Mittleman                                                     | 30. prosince 1991  | 19. prosince 1996  | #40197-137    |
| 138          | 13        | The Stringer                  | Fotograf                      | Mike Vejar       | John Sheppard                                                      | 25. dubna 1992     | 27. prosince 1996  | #40197-139    |
| 139          | 14        | The Mountain of Youth         | Hora Věčného mládí            | William Gereghty | Brad Radnitz                                                       | 21. května 1992    | 20. prosince 1996  | #40197-138    |

### Televizní filmy
| Název                               | Český název                         | Režie           | Scénář         | Premiéra v USA     | Premiéra v ČR     |
| ----------------------------------- | ----------------------------------- | --------------- | -------------- | ------------------ | ----------------- |
| MacGyver: Lost Treasure of Atlantis | MacGyver: Ztracený poklad Atlantidy | Mike Vejar      | John Sheppard  | 14. května 1994    | 7. června 1997    |
| MacGyver: Trail to Doomsday         | MacGyver: Cesta do zkázy            | Charlie Correll | John Considine | 24. listopadu 1994 | 26. července 1997 |